# Zimmermannsbock

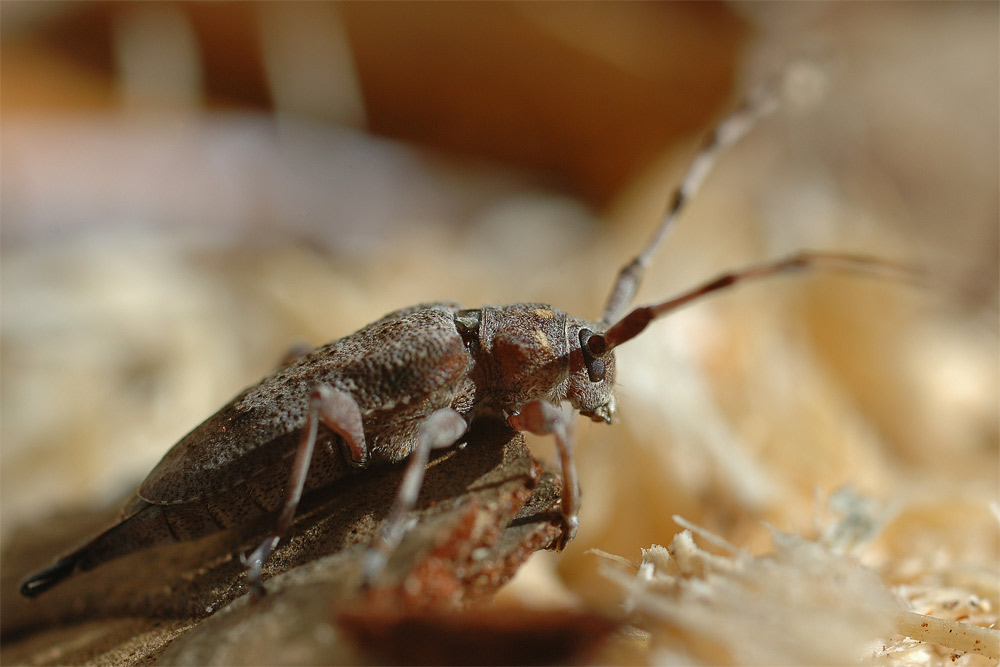
Weibchen, am Abdomen ist der Legebohrer gut zu erkennen

Der Zimmermannsbock oder Zimmer(er)bock oder Schneiderbock (Acanthocinus aedilis) ist ein Käfer aus der Familie der Bockkäfer (Cerambycidae).

## Merkmale
Zimmermannsböcke werden 12 bis 20 Millimeter lang. Der Chitin-Panzer ist braun gefärbt. Auf der Oberseite sind die Käfer mit einer feinen graubraunen Behaarung (Toment) bedeckt, durch die ein unregelmäßiges Muster entsteht. Dadurch sind sie auf Rinde kaum zu erkennen. Auf dem Halsschild, der breiter als lang ist und an dessen seitlichen Rändern je ein spitzer Höcker hervorsteht, sind vier kleine gelbe Tomentflecken sichtbar. Der Körper ist länglich gebaut. Die Flügeldecken sind nicht lang genug, sodass am Hinterende ein Teil des Abdomens unbedeckt bleibt. Auf den Flügeldecken sind außerdem 2 schräge dunkle Querbänder sichtbar. Bei den Weibchen verstärkt sich dies noch durch den Legebohrer. Besonders charakteristisch für den Käfer sind die ungewöhnlich langen Fühler; beim Männchen sind diese etwa fünfmal so lang wie der Körper und auch beim Weibchen übertreffen sie die Körperlänge bis um das Doppelte. Sowohl die fadenförmigen Fühler als auch die Beine sind abwechselnd braun und schwarz gefärbt.

## Vorkommen
Die Käfer kommen in Europa bis zur Nordgrenze des Kontinentes vor. Die südliche Verbreitungsgrenze befindet sich auf der Höhe des Nordbalkans. Lokale Vorkommen gibt es in Irland und Schottland. Außerhalb Europas findet man den Käfer in Sibirien und im Kaukasus. Verbreitungsgebiet und Häufigkeit der Käfer haben in letzter Zeit stark abgenommen. Die Tiere halten sich vorzugsweise an frisch geschlagenen Kiefernstämmen auf, sind aber auch an anderen Baumstümpfen zu finden. Man findet sie in der Niederung bis ins Gebirge in Nadelmischwäldern und auf Holzlagerplätzen.

## Lebensweise
Die tagaktiven Tiere findet man meist in der Nähe ihrer Nahrung. Sie ernähren sich von Kiefernnadeln und -bast und -rinde. Durch Aneinanderreiben von Halsschild und Thorax sind die Tiere in der Lage zirpende Geräusche zu verursachen. Nach der Paarung legt das Weibchen 30 bis 50 Eier in die Rinde von toten oder umgefallenen Kiefern oder in deren freistehende Wurzeln. Das Loch wird mit der langen Legeröhre bis in den Bast gebohrt. Die Larven leben während ihrer gesamten Entwicklungsphase in der Rinde und ernähren sich vom Holz des Baumes. Nach mehreren Häutungen erreicht sie eine Länge von 35 Millimetern und verpuppen sich in einer Puppenwiege. Der Käfer schlüpft im Herbst, überwintert aber gleich im Holz und kriecht erst im Frühling ans Tageslicht.